# كانو (مورتال كومبات)
كانو هو شخصية خيالية في سلسلة ألعاب القتال مورتال كومبات. وهو من الشخصيات الأصلية ظهر مع اللعبة الأولى مورتال كومبات 1 في سنة 1992. وهو مرتزق وعضو في منظمة جريمة دولية معروفة باسم «التنين الأسود». وهو عدو لدود لسونيا وجاكس. ظهر في فيلم مورتال كومبات وفي المسلسل الكرتوني مورتال كومبات.